# Флавий Максим
Флавий Аниций Максим (на латински: Flavius Anicius Maximus; † 552, Кампания) е римски политик по времето на остготите в Италия през 6 век. Провежда последните игри на Колизеума.
Той е роднина на император Петроний Максим. Син е на Волузиан (консул 503 г.) и брат на Маркиан.
През 523 г. е консул без колега. През 525 и 535 г. Максим е номиниран за patricius и по случай женитбата му с жена от готския кралски род през 535 г. e отличен с военния ранг на primicerius domesticus от крал Теодахад. По това време той получава богатството на един Маркиан.
През 537 г. при обсадата на Рим от готите той и други сенатори са заведени от Велизарий на сигурно място. След прекратяването на обсадата той има право да се върне обратно в Рим. На 17 декември 546 г., по времето на превземането на Рим от крал Тотила, той се скрива заедно с други знатни в базиликата Свети Петър. През 552 г. е убит от готите в Кампания. През това време император Юстиниан I му взема половината от богатсвото на Маркиан и го подарява на патриция Либерий.